# Рудолф Валентино
Рудолф Валентино (итал. Rudolph Valentino) је био италијанск-америчи глумац, рођен 6. маја 1895. године у Кастеланети, а преминуо је 23. августа 1926. године у Њујорку.
У САД је емигрирао 1913. године. Радио је као играч пре него што се преселио у Холивуд 1918. године.